# Gisela Andersson
Gisela Waltraud Andersson, ogift Schaefer, född 28 mars 1929 i Tyskland, är en svensk författare. 
Gisela Andersson är dotter till köpmannen Richard Schaefer och Erna Schaefer i Königsberg (nuvarande Kaliningrad).
Hon har gett ut böckerna Så bor man skönt med tyger och grönt (1983), Nya idéer för vackrare hem (1984) och Vackra hem: nya idéer för inredning – blanda gammalt och nytt med charm och fantasi! (1985). Tillsammans med sin make delade hon också redaktörskapet för bilderboksserien Vårt kungapar i sex delar (1976–1981) samt Den fantastiska berättelsen om Lill-Babs (1978) på Semic förlag.
Gisela Andersson var från 1960 gift med journalisten Caj Andersson (1927−2018), son till målaren Emil Andersson och Ida Persson.